# Cholet-Insel
Die Cholet-Insel (französisch Îlot Cholet) ist eine kleine Insel im Wilhelm-Archipel vor der Graham-Küste des Grahamlands im Norden der Antarktischen Halbinsel. Sie liegt nördlich einer schmalen Halbinsel, die den westlichen Ausläufer der Booth-Insel bildet.
Teilnehmer der Fünften Französischen Antarktisexpedition (1908–1910) entdeckten sie. Expeditionsleiter Jean-Baptiste Charcot benannte sie nach Ernest Cholet (1858–unbekannt), Kapitän der Pourquoi-Pas ? bei dieser und der Français bei Charcots vorheriger Forschungsreise (1903–1905).